# Meine Mutter (Inoue)
Meine Mutter (Originaltitel: わが母の記 Waga haha no ki ) ist eine Sammlung von Erzählungen von Yasushi Inoue. Sie erschien erstmals 1977. 

## Inhalt
In den drei Erzählungen Unter den Blüten, Der Glanz des Mondes und Die Schneedecke schildert Inoue das Leben seiner Eltern. 
Während sein Vater im Krieg Militärarzt gewesen ist und im Ruhestand weiter ein diszipliniertes Leben bis zu seinem Tod geführt hat, ist seine Mutter mit zunehmendem Alter schwächer geworden und hat sich geistig in den Zustand eines Kindes zurückentwickelt. Gespräche mit ihr sind zu einem Problem geworden, da sie sich ständig wiederholt und nur noch an die Geldgeschenke für die Trauerfeiern ihrer Bekannten denkt. In ihren letzten Lebensjahren holt sie der Sohn aus Tokio, das sich in den Nachkriegsjahren zu einer Stadt mit hoher Luftverschmutzung entwickelt hat, zurück aufs Land. Dorthin kehrt auch ihr nach Amerika ausgewanderter Bruder zurück.
Inoue beschreibt Gespräche mit seiner Mutter und erinnert sich an ihren Tod mit 89 Jahren. Zu dieser Zeit kehrte er gerade von einer Leserreise in die Türkei und den Iran zurück. Er beschreibt präzise die Trauerfeier und die Einäscherung der Mutter.

## Kritik
„Hier kulminiere das Grundthema des Autors vom "Trauma einer unüberwindlichen Fremdheit zwischen den Menschen". Einen so irritierenden wie faszinierenden Effekt haben, so Lütkehaus, die Wiederholungen in den drei Erzählungen, die beinahe den Eindruck von Amnesie auch beim Erzähler erweckten und auf raffinierte Weise den Leser verunsicherten.“

## Ausgaben
- Yasushi Inoue: Meine Mutter, Erzählungen. Frankfurt am Main, Suhrkamp, 1987, ISBN 3-518-38275-6.